# Посольство Владиславича
Посольство Владиславовича - російське посольство під керівництвом С. Л. Рагузінського-Владиславича в Китай, що виконувало свою місію в 1725-1728.
У 1724 маньчжурський імператор Китаю Іньчжень направив своїх представників на російсько-китайський кордон із повідомленням про прагнення Цинської імперії підтримувати вічний мир із Росією та пропозицією надіслати послів для обговорення спірних питань.
У червні 1725 російський уряд направив С. Л. Рагузинського-Владиславича, який був призначений повноважним послом до цинського Китаю, для врегулювання торгових та прикордонних відносин. Посольство Владиславича прибуло до Пекіна 21 жовтня 1726. Російський посол був з великою шаною прийнятий імператором Китаю.
З жовтня 1726 по квітень 1727 велися переговори з представниками Цинської імперії. Головним питанням стали кордони, які були визначені Нерчинським договором 1689. Цинська сторона висувала претензії на заселені російськими підданими території, які у минулому ніколи не були володіннями Китаю. Понад 30 конференцій із китайськими уповноваженими та дві аудієнції у імператора Іньчженя не дали сторонам бажаних результатів. Тим не менш, російський посол відкинув згадані претензії китайської сторони на російські території і домігся визнання принципу «кожна держава має те, що має».
Після незначної перерви переговори на пропозицію С. Л. Рагузинського-Владиславича були відновлені в червні на річці Бурі, де 20 серпня 1727 підписаний Буринський договір про розмежування.
21 жовтня 1727 на підставі попередніх умов, вироблених на переговорах за Буринським договором, уповноважені сторін склали новий договір, проект якого був направлений до Пекіна на затвердження. Обмін текстами відбувся 14 червня 1728 на річці Кяхті, у зв'язку з чим цей договір відомий як Кяхтінський.